# 초기 현대 영어

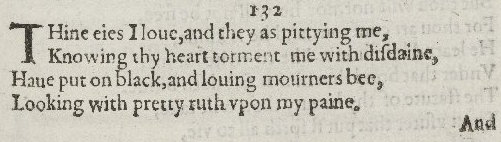

초기 현대 영어(Early modern English)는 중간 영어 시대 말의 1450년부터 1650년 무렵의 영어를 뜻한다. 대표적인 문헌으로 후기에 속하는 킹 제임스 성경 및 윌리엄 셰익스피어의 저작물을 들 수있다. (킹 제임스 성경은 성전이라는 성격에서 당시 구어체와 다른 고풍스러운 어법이 사용되고있다). 현대 영어 밖에 모르는 사람도 대략 이해 할 수 있을 정도로 현대 영어에 가깝다. 현재 영어와 비교했을 때, 초기 근대영어는 발음과 철자에 약간 괴리가 보이지만, 이것은 현재의 철자가 초기 현대 영어 시대의 아직 대 모음 추이가 완료되지 않은 무렵에 정해진 때문이다

## 문학 역사의 약어 연표
1476년 - 윌리엄 카쿠스톤가가 웨스트민스터에서 처음으로 인쇄했다. 이 때는 방언 차이에 의한 단어의 흔들림이 있다.
1485년 - 튜더 성립 . 비교적 정치 · 사회에서 안정된 시대에 들어간다.
1491년 또는 1492년 - 리처드 핀손이 런던에서 인쇄를 시작한다. 당시 관청에서 사용된 문체 ( Chancery Standard )가 이용되었다.
1509년 - 리처드 핀손이 왕조에서 공식 인쇄사에 임명되었다.
1525년 ~ - 윌리엄 틴 델 성경이 출간되었다.
1539년 - 최초의 공인 영어 성경인 대성경이 출간되었다.
1549년 - 토마스 크레이머에 의해 처음으로 영어 기도서를 쓰였다.
1557년 - 토틀의 시화집이 출간되었다.
1590년 ~ 1612년 - 윌리엄 셰익스피어가 극작품을 적는다.
1611년 - 킹 제임스 성경이 출간되었다. 이 책은 윌리엄 틴 델 성경에 큰 영향을 받았다.
1640년 ~ 1660년 - 동란기 ( 청교도혁명 과 크롬웰 시대 )
1662년 - 기도서의 신판이 출간되었다. 이 책은 1549년 이후의 버전을 바탕으로 하고 있다. 이후 1662년 버전이 표준으로 되었다.
1667년 - 존 밀턴의 " 실낙원 "이 출간되었다

## 문법

### 대명사
- 2인칭 단수인 thus는 이미 초기 현대 영어시대에 쇠퇴 되어오고 있었지만 성스로운 대목 즉 하나님께 낮은 사람이 호소하는 경우나 엄숙한 장면에서 전통적인 남아 있었다.

- 인칭과 인칭 대명사는 현재와 거의 유사하지만, 1인칭 단수 소유격과 2인칭 단수 소유격은 관사 a와 an처럼 자음으로, 시작하는 명사에 붙는 경우는 my, thy, 모음으로 시작하는 명사에 붙는 때는 mine, thine 형태를 취했다.

- 현대 영어와 초기 현대 영어는 인칭의 대명사가 다르다. 그건 다음과 같다.

|       |                       | 주격      | 목적격     | 소유격           | 소유대명사   |
| ----- | --------------------- | --------- | ---------- | ---------------- | ------------ |
| 1인칭 | 단수형                | I         | me         | my/mine          | mine         |
| 1인칭 | 복수형                | we        | us         | our              | ours         |
| 2인칭 | 단수 비격식형         | thou      | thee       | thy/thine        | thine        |
| 2인칭 | 복수 단수 또는 격식형 | ye/you    | you        | your             | yours        |
| 3인칭 | 단수형                | he/she/it | him/her/it | his/her/his (it) | his/hers/his |
| 3인칭 | 복수형                | they      | them       | their            | theirs       |

### 동사
- 2인칭 단수 현재 어미가 - (e)st 이었다( 예 " thou takest " ).

- 3인칭 단수 현재 어미가 - (e)th 이었다( 예 " he taketh ").

- 부정문을 만들 경우, 현대 영어에서처럼 do not go / don ' t go처럼 do + not + 동사의 형태를 쓰는 반면, 초기 현대 영어에서는 go not처럼 do를 사용하지 않고, 동사 뒤에 not를 붙이는 일도 많았다. 예를 들어 ‘Fear me not’ㆍ‘Thou villain Capulet,—Hold me not, let me go’를 들 수 있다.

- 이처럼 부정의 표현인 not의 위치가 자유롭다.

- Don't 라는 부정어가 쓰이지 않고 목적어 뒤에 not으로 부정의 의미를 지금과 다르게 간단히 처리한다.

- 그들은 현대적인 형태를 향해 진화한 바와 같이 초기 현대 기간 동안 영어의 동사의 어형 변화가 단순화되었다.

- 3인칭 단수 현재형은 하나로 일축되지 않았다. 단수 현재 어미인 -(e)th는  -s이 존재 때부터 같이 쓰였다.

- 복수의 현재시제의 형태 또한 하나로 일축되지 않았다. 현재 복수형은 -en, th, 또는 -s로 쓰였었다. 이런 복수의 현재시제는 이 시대 외에는 찾아보기 힘들지만 -en은 아직도 웅변이나 독특한 문체로는 쓰이기도 한다.

- 2인칭 단수는 -st 또는 -est와 함께 현재와 과거에 둘 다 통용되게 표시한다. (예를 들어, 과거시제인 walkedst 또는 gav'st) 즉, to be 제외한 모든 동사들은 시제로써 현재와 과거 또는 과거 가정법으로 구별 할 수 없다.

- 조동사는 초기 현대 영어 시대 동안에 그들의 독특한 구문적 특성을 굳혔다. 예를 들어, 부정사 없이 조동사의 사용은 드물었다. 독특하게 상황을 설명하기 위해 조동사를 현재 분사에 사용하기도 했고, 그리고 그 상황을 표시하기 위해 그들의 과거 시제의 형태 또한 드물게 되었다.

- 일부 동사는 초기 현대 영어시대 동안 조동사로서의 기능은 없어졌다. Must의 현재 형태인 Mot은 없어졌다.

- 진행형에 사용되는 현대적인 구문 ("I am walking")은 초기 현대영어 시대 말에 현재와 똑같이 쓰였지만, 다른 형태도 일반적이었다. 이것들은 접두어("I am a-walking")와 “하다”("I do walk")처럼 다양한 형태도 이 범주로 포함된다. 게다가 -ING 진행형은 추가적인 표시 없이 수동적인 의미를 표현하기 위해 사용되었다. 예를 들어 "집을 짓는 중이다"는 "집이 지어지고 있다"라고 볼 수 있다.

## 맞춤법
셰익스피어시대의 영어의 철자법은 현대 영어와 대략 비슷하지만, 문장은 불안정했다.

셰익스피어시대의 영어의 맞춤법 중 현대에 남아 있지 않은 특징적인 문자를 아래 예시로 제시했다.
```
 1. 문자 S는 현재 사용되고 있는 s ( 짧은 s ) 와 s ( 긴 s )의 2개의 별개의 형태가 존재했다. 문장의 어미에는 짧은 s가 사용되었고 긴 s는 어디서든지 사용되었다.
```

```
 2. u와 v는 각각 구분 없이 동일한 것이었다. 그러나 글자의 형태는 각각 달랐다. 그러므로 vnmoued ( unmoved ) 와 loue ( love )처럼 철자가 사용된 것이다.
```

```
 3. i와 j는 각각 구분 없이 동일한 것이었다. 그러나 글자의 형태는 각각 달랐다. 그러므로 " joy " 가 " ioy " 로 또는, " just " 가 " iust " 가 되기도 했다.
```

```
 4. 무음의 e는 종종 어미에 추가 되었다. 이 무음의 e 가 뒤에 추가될 때, 마지막 자음이 번복되기도 한다. 그러므로 speake , cowarde , manne ( man ) runne ( run ) 등으로 쓰인다.
```

```
 5. / ʊ / ( son 의 o 소리 ) 소리는 종종 o 로 작성되었다. 그러므로 sommer , plombe ( summer , plumb ) 로 쓰인다.
```

```
 6. i와 y의 혼용이 있었다. 특별한 규칙은 없었으며 무작위적으로 사용되는 상황이었다. 예를 들어, lyon (lion), ynke (ink), lytel (little), brynge (bring)등이 있었다.
```

```
 7. -ey로 끝나는 이음절 명사 abbey, alley, jouney, parsley, spinney, turkey, valley 등이 성행했고, 많은 접사들이 y로 끝났다. 명사어미로는 –ity (necessity), -cy (lunacy) 등이, 형용사어미는 –y (batty, bawdy) 등이 나타났으며,대표적 부사어미 –ly와 함께 동사어미 –ify (tranquilify)과 –ize (anathemize)가 나타났다.
```

그러나 구체화된 문장은 존재하지 않았다.
하지만, 예를 들어, " Julius Caesar " ( 율리우스 카이사르 ) 는
Julius Cæsar
Ivlivs Cæsar
Jvlivs Cæsar
Iulius Cæsar

등 다양한 철자가 쓰였다.

또한 셰익스피어의 작품에서는 "he" (그의)가 하나의 문장에서 " he ", " hee "라고 두 가지로 필기되어 있기도 했다.

## 같이 보기
- 영문학
- 영어의 역사
- 엘리자베스 시대
- 중세 영어